# 臺北市私立靜心高級中學
臺北市私立靜心高級中學，簡稱靜心中學，成立於1956年，位於台灣台北市文山區興隆路二段46號。

## 校史
1951年6月，蔣石靜宜於台北市貴陽街創立靜心托兒所，同年8月成立靜心幼稚園。1956年8月，董事會自籌經費創辦臺北市私立靜心國民小學。
1967年遷至臺北市興隆路二段46號。1968年3月，董事會增設臺北市私立靜心國民中學。2008年，更名為「臺北市私立靜心國民中小學」。2012年幼稚園和托兒所整合為靜心幼兒園。
2019年3月29日，臺北市私立靜心高級中學揭牌。

## 歷任董事長
| 任別 | 姓名   | 就任時間 | 卸任時間 |
| ---- | ------ | -------- | -------- |
| 1    | 蔣緯國 | 1956年   | 1968年   |
| 2    | 呂鳳章 | 1968年   | 1973年   |
| 3    | 石爾璽 | 1973年   | 1976年   |
| 4    | 周肇源 | 1982年   | 1994年   |
| 5    | 聶開國 | 1994年   | 2000年   |
| 6    | 王倚惠 | 2000年   |          |

## 歷任校長
| 任別 | 姓名   | 就任時間 | 卸任時間 |
| ---- | ------ | -------- | -------- |
| 1    | 蔣華秀 | 1956年   | 1973年   |
| 2    | 杜振乾 | 1973年   | 1996年   |
| 3    | 吳金波 | 1996年   | 2001年   |
| 4    | 簡毓玲 | 2001年   | 2015年   |
| 5    | 唐尚智 | 2015年   |          |